# Terror (àlbum de Loudness)
Terror és el 18è àlbum del grup de música heavy metal Loudness, publicat el 2004.

## Cançons
1. Pharaoh
2. Cyber Soul
3. Life After Death
4. Let's Free Our Souls
5. Detonator
6. Cross
7. About To Kill
8. Double- Walker
9. City Of Vampire
10. Seventh Heaven
11. Terror

## Formació
- Masaki Yamada: Veus
- Akira Takasaki: Guitarra
- Naoto Shibata: Baix
- Hirotsugu Homma: Bateria